# Похищенный (фильм, 1995)
«Похищенный» (англ. Kidnapped) — кинофильм 1995 года, экранизация одноимённого романа Роберта Льюиса Стивенсона.

## Сюжет
Молодой наследник родового поместья Дэвид Бэлфур обманным путём завлечён на корабль, отплывающий в Новый Свет. Таким способом его дядя надеется избавиться от конкурента в борьбе за наследство. Однако на корабле случайно оказывается один из лучших воинов Шотландии Алан Стюарт. Вместе они захватывают власть на корабле, после чего намереваются восстановить справедливость.

## В ролях
- Арманд Ассанте — Алан Брек Стюарт
- Брайан МакКарди — Дэвид Балфур
- Патрик Малахайд — Эбенезер
- Майкл Китчен — Уильям Рид
- Брайан Блессид — Юэн Макферсон
- Дэвид Келли — Ангус
- Брендан Глисон — Колин Рой "Рыжая Лиса" Кэмпбелл